# Барним III Великий

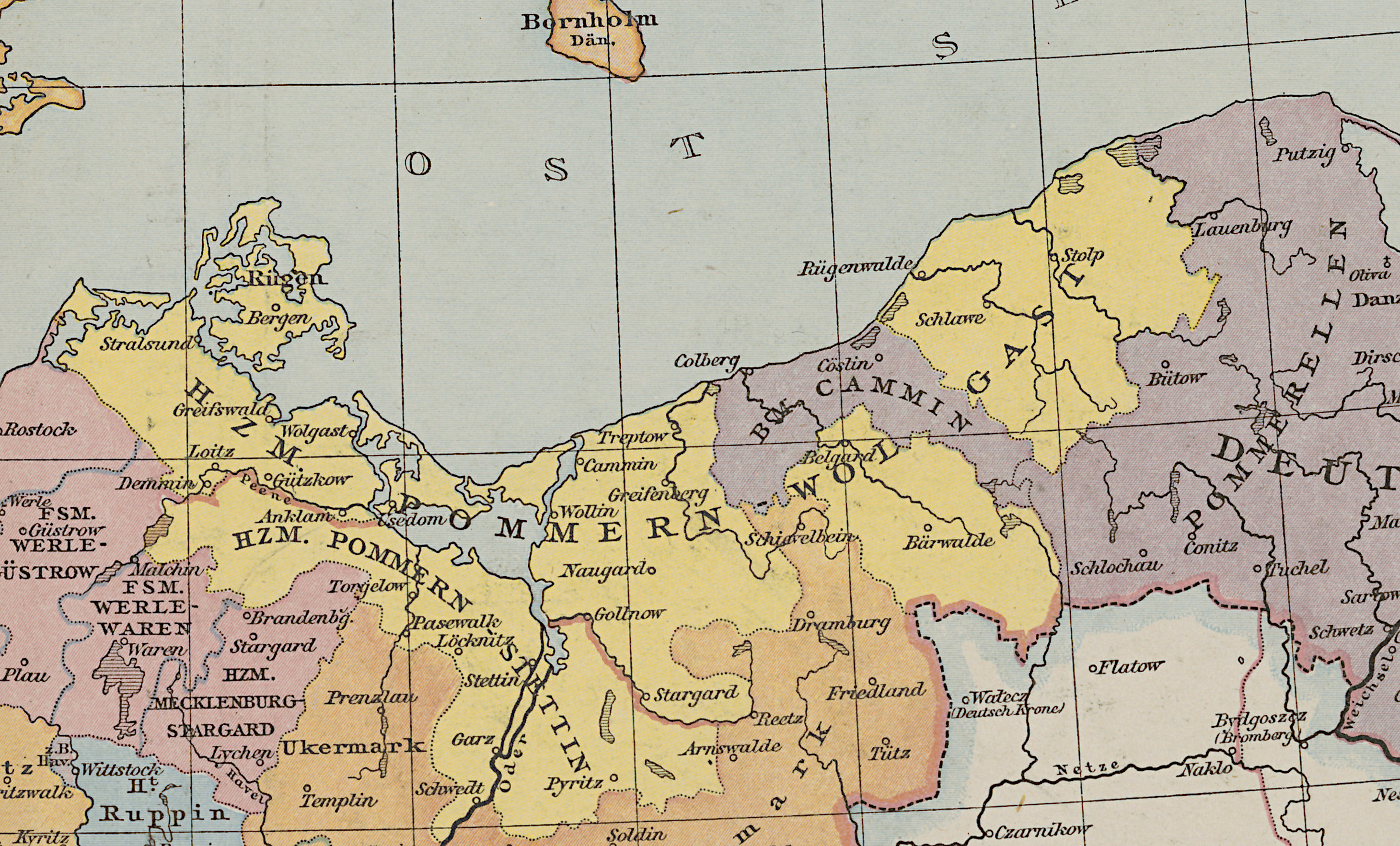
Герцогство Поммерн-Штеттин (граница с герцогством Поммерн-Вольгаст указана красной линией)

Барним III Великий (пол. Barnim III Wielki; ок. 1300 — 14 или 24 августа 1368) — герцог Западной Померании (Штеттина) с 1344 года. Сын Оттона I и Елизаветы Гольштейнской. В 1320—1344 годах был соправителем отца.
Герцоги Штеттина хотели освободиться от вассальной зависимости от Бранденбурга. С этой целью они заключали союзы с Польшей (1325, 1328, 1337—1348). Благодаря поддержке Люксембургов Барниму удалось упрочить политическое положение своего герцогства.
В 1326 году после смерти герцога Померании-Вольгаста Вартислава IV Барним с отцом стали опекунами его малолетних сыновей Барнима IV, Вартислава V и Богуслава V.
В 1328 году Барним III и его отец заключили мирный договор с Мекленбургом. В следующем году им пришлось воевать с Бранденбургом, войска которого были разбиты под Пренцлау. В 1331 году был заключен мир, который продержался всего несколько месяцев. Барним возобновил военные действия и разгромил бранденбуржцев при Креммене. Конец этой войне положил мир, заключённый 28 июня 1333 года.
В 1338 году Барним добился от Бранденбурга признания независимости герцогства Штеттин. В обмен на это он пообещал маркграфам, что если у него не будет мужского потомства, они станут его наследниками. Однако вскоре после этого у Барнима родился сын Казимир.
В 1348 году германский император Карл IV признал Померанию имперским леном, и это положило конец бранденбургским притязаниям.
Воспользовавшись гражданской войной в Бранденбурге (1349—1354), Барним III захватил несколько городов и замков в районе реки Укер.
В 1351 году Барним поддержал права герцогов Вольгаста на Рюген, выступил против Мекленбурга и одержал победу.
Во второй половине своего правления Барним III старался поддерживать хорошие отношения с соседями, в том числе с Мекленбургом и Бранденбургом, и этим ещё более упрочил своё положение в регионе.

## Семья
Около 1330 года Барним III женился на Агнессе, дочери герцога Генриха II Брауншвейг-Грубенхагенского. У них родилось четверо сыновей:
- Оттон (ум. 1337)
- Казимир III
- Святобор I
- Богуслав VII